# Lebenslange Arztnummer
Die lebenslange Arztnummer, kurz LANR, ist eine neunstellige Nummer, die die zuständige Kassenärztliche Vereinigung bundesweit an jeden Arzt und Psychotherapeuten vergibt, der an der vertragsärztlichen Versorgung (siehe auch GKV) teilnimmt. Sie ist durch das Vertragsarztrechtsänderungsgesetz (VÄndG) zusammen mit der Betriebsstättennummer (BSNR) für jede kassenärztliche Praxis in Deutschland gesetzlich vorgeschrieben und durch die Flexibilisierung der vertragsärztlichen Tätigkeit notwendig geworden. LANR und BSNR sind seit dem 1. Juli 2008 gültig und ersetzen gemeinsam die alten KV-Abrechnungsnummern.
Während die lebenslange Arztnummer bisher nur für die meist ambulant tätigen Vertragsärzte/Vertragspsychotherapeuten der kassenärztlichen Vereinigungen Verwendung fand, wird ab 2019 auch allen im Krankenhaus tätigen Ärzten eine solche zugeteilt. Damit wird – spätestens bei einer klinischen Tätigkeit im Rahmen der Facharztweiterbildung – faktisch jedem Arzt eine lebenslang gültige Arztnummer zugeteilt. Ärzten, die ihre Weiterbildung zum Facharzt nicht abgeschlossen haben und seit der Novellierung im ambulanten Bereich arbeiten, wird bislang keine LANR zugeteilt.

## Hintergrund
Die LANR gilt für die gesamte Dauer der vertragsärztlichen/vertragspsychotherapeutischen Tätigkeit („lebenslang“), unabhängig vom Tätigkeitsort, vom Status oder von der Zugehörigkeit zu Berufsausübungsgemeinschaften. Sie wird unter anderem an folgende Ärzte und Psychotherapeuten vergeben:
- niedergelassene Vertragsärzte und Psychologische Psychotherapeuten mit eigener Praxis
- in Kassen-Praxen oder MVZs angestellte Ärzte
- ermächtigte Ärzte
- Notärzte
- ein Labor leitende Ärzte oder im Labor angestellte Ärzte
- generell an alle Ärzte, die gegenüber den KVen Leistungen an den Kassenpatienten abrechnen

Ein Arzt kann auch mehrere LANR haben, wenn er mehreren Fachgruppen angehört – die ersten sieben Ziffern der LANR bleiben allerdings unveränderlich.

## Aufbau
Die LANR hat 9 Stellen:
- 6 Stellen identifizieren lebenslang eindeutig den Arzt (Ziffern 1–6)
- 1 Stelle für die Prüfziffer (Ziffer 7)
- 2 Stellen für den Fachgruppenschlüssel, der nach Versorgungsbereichen, Fachgebieten und Schwerpunkten unterscheidet (Ziffern 8–9)

Die Prüfziffer (Ziffer 7) wird mit dem Modulo-10-Verfahren über die Stellen 1–6 der Arztnummer wie folgt berechnet: Die ersten sechs Stellen werden von links beginnend abwechselnd mit 4 und 9 multipliziert. Die Summe dieser Produkte wird Modulo 10 dividiert. Die Differenz des Ergebnisses dieser Modulo-Division zu 10 ergibt die Prüfziffer (ist die Differenz 10, so ist die Prüfziffer 0).
Die Kassenärztliche Bundesvereinigung generiert die ersten sieben Ziffern der Arztnummer und legt die Systematik des Arztgruppenschlüssels fest (siehe Anlage 2 der Richtlinie der Kassenärztlichen Bundesvereinigung nach § 75 Abs. 7 SGB V zur Vergabe der Arzt- und Betriebsstättennummern).
Folgende Fachgruppenschlüssel finden Verwendung:
| Schlüssel | Fachgruppe                                             |
| --------- | ------------------------------------------------------ |
| 01        | Allgemeinmediziner (Hausarzt)                          |
| 02        | Arzt/Praktischer Arzt (Hausarzt)                       |
| 03        | Internist (Hausarzt)                                   |
| 04        | Anästhesiologie                                        |
| 05        | Augenheilkunde                                         |
| 06        | Chirurgie                                              |
| 07        | Gefäßchirurgie                                         |
| 08        | Viszeralchirurgie                                      |
| 09        | Kinderchirurgie                                        |
| 10        | Orthopädie                                             |
| 11        | Unfallchirurgie                                        |
| 12        | Chirurgie/Rheumatologie                                |
| 13        | Plastische Chirurgie                                   |
| 14        | Thoraxchirurgie                                        |
| 15        | Frauenheilkunde                                        |
| 16        | Gynäkologische Endokrinologie und Reproduktionsmedizin |
| 17        | Gynäkologische Onkologie                               |
| 18        | Spezielle Geburtshilfe und Perinatalmedizin            |
| 19        | Hals-Nasen-Ohrenheilkunde                              |
| 20        | Phoniatrie                                             |
| 21        | Geschlechtskrankheiten und Dermatologie                |
| 22        | Humangenetik                                           |
| 23        | Internist                                              |
| 24        | Angiologie                                             |
| 25        | Endokrinologie und Diabetologie                        |
| 26        | Gastroenterologie                                      |
| 27        | Hämatologie und Onkologie                              |
| 28        | Kardiologie                                            |
| 29        | Nephrologie                                            |
| 30        | Pneumologie                                            |
| 31        | Innere Medizin/Rheumatologie                           |
| 32        | Geriatrie                                              |
| 33        | Infektologie                                           |
| 34        | Kinderarzt (Hausarzt)                                  |
| 35        | Kinder-Hämatologie und -Onkologie (Hausarzt)           |
| 36        | Kinder-Kardiologie (Hausarzt)                          |
| 37        | Neonatologie (Hausarzt)                                |

| Schlüssel | Fachgruppe                                                                                     |
| --------- | ---------------------------------------------------------------------------------------------- |
| 38        | Neuropädiatrie (Hausarzt)                                                                      |
| 39        | Kinder-Pneumologie (Hausarzt)                                                                  |
| 40        | Kinderarzt (Facharzt)                                                                          |
| 41        | Kinder-Hämatologie und -Onkologie (Facharzt)                                                   |
| 42        | Kinder-Kardiologie (Facharzt)                                                                  |
| 43        | Neonatologie (Facharzt)                                                                        |
| 44        | Neuropädiatrie (Facharzt)                                                                      |
| 45        | Kinder-Pneumologie (Facharzt)                                                                  |
| 46        | Kinder- und Jugendmedizin mit Schwerpunkt und Teilnahme an haus- und fachärztlicher Versorgung |
| 47        | Kinder- und Jugendpsychiatrie und -psychotherapie                                              |
| 48        | Laboratoriumsmedizin                                                                           |
| 49        | Mikrobiologie                                                                                  |
| 50        | Mund-Kiefer-Gesichtschirurgie                                                                  |
| 51        | Nervenheilkunde/Neurologie und Psychiatrie                                                     |
| 52        | Neurochirurgie                                                                                 |
| 53        | Neurologie                                                                                     |
| 54        | Nuklearmedizin                                                                                 |
| 55        | Neuropathologie                                                                                |
| 56        | Pathologie                                                                                     |
| 57        | Physikalische und Rehabilitative Medizin                                                       |
| 58        | Psychiatrie und Psychotherapie                                                                 |
| 59        | Forensische Psychiatrie                                                                        |
| 60        | Psychosomatische Medizin und Psychotherapie                                                    |
| 61        | Psychotherapeutisch tätiger Arzt                                                               |
| 62        | Radiologie                                                                                     |
| 63        | Kinderradiologie                                                                               |
| 64        | Neuroradiologie                                                                                |
| 65        | Strahlentherapie                                                                               |
| 66        | Transfusionsmedizin                                                                            |
| 67        | Urologie                                                                                       |
| 68        | Psychologischer Psychotherapeut                                                                |
| 69        | Kinder- und Jugendlichen-Psychotherapeut                                                       |
| 70–90     | zur freien Verfügung der Kassenärztlichen Vereinigungen                                        |
| 91        | Zahnarzt                                                                                       |
| 92–98     | zur freien Verfügung der Kassenärztlichen Vereinigungen                                        |
| 99        | sonstige Fachgruppen                                                                           |

## Funktion
Über die LANR wird zum Beispiel im Rahmen der Abrechnung der Arztfall identifiziert und Genehmigungen zur Erbringung personengebundener qualitätsgesicherter Leistungen gesteuert.